# 潮汕职业技术学院
潮汕职业技术学院，简称潮汕学院，是经中华人民共和国教育部批准设立的普通高等院校（高职），颁发国家普通高校毕业证书，创办于1999年8月，2006年通过“国家教育部全国高职高专院校人才培养工作水平评估”，位于广东省普宁市大学路1号。
学院荣获“2003年广东省首届十佳民办高等学校”、“2005年广东省民办高校竞争力评估十强”、“2006年广东民办高校就业调查‘最具就业保障奖’”等殊荣。

## 学院设置
- 工商学院
- 理工学院
- 创业学院
- 人文学院